# Ma'an (Camerún)
Ma'an es una comuna camerunesa perteneciente al departamento de Vallée-du-Ntem de la región del Sur.
En 2005 tiene 12 448 habitantes, de los que 904 viven en la capital comunal homónima. La mayoría de la población es de etnia fang.
Se ubica en el suroeste de la región. Su territorio es fronterizo con Guinea Ecuatorial.

## Localidades
Comprende, además de Ma'an, las siguientes localidades:
- Abang
- Abem
- Afan
- Akom
- Alen
- Alen II
- Aloum I
- Aloum II
- Angalé
- Anguiridjang
- Assam
- Aya-Amang
- Bidjap
- Bindem
- Bitoto
- Biyan
- Ebolmbama Centre
- Ekéké
- Endendem
- Eves
- Evolé
- Evouma
- Evouzok
- Ma'an Village
- Mbenkomo
- Mebang
- Mebera
- Mekok
- Mekondom
- Melen
- Melen
- Messama I
- Metondo
- Meyo Ntem
- Meyos I
- Meyos II
- Mfoua
- Minkan
- Mviilimengalé
- Ndjazeng
- Nebito
- Ngbwa Akom
- Ngo'o Mbang
- Nko'ondo'o
- Nnemeyong
- Nnezam
- Nsengou
- Nsomessok
- Ntebezok
- Nyabessang
- Nyabibak
- Okong
- Son
- Tya'assono
- Zouameyong